# George Robb
George Robb (Londra, 1º giugno 1926 – Londra, 25 dicembre 2011) è stato un calciatore inglese, di ruolo attaccante.

## Carriera

### Club
Giocò per tutta la carriera nel campionato inglese.

### Nazionale
Venne convocato nella nazionale britannica ai Giochi olimpici del 1952, senza, però, mai disputare un incontro. Nel 1953 ha invece giocato una partita con la nazionale inglese.

## Palmarès

### Club

#### Competizioni nazionali
- Community Shield: 1

Tottenham: 1951